# I. Szafi perzsa sah

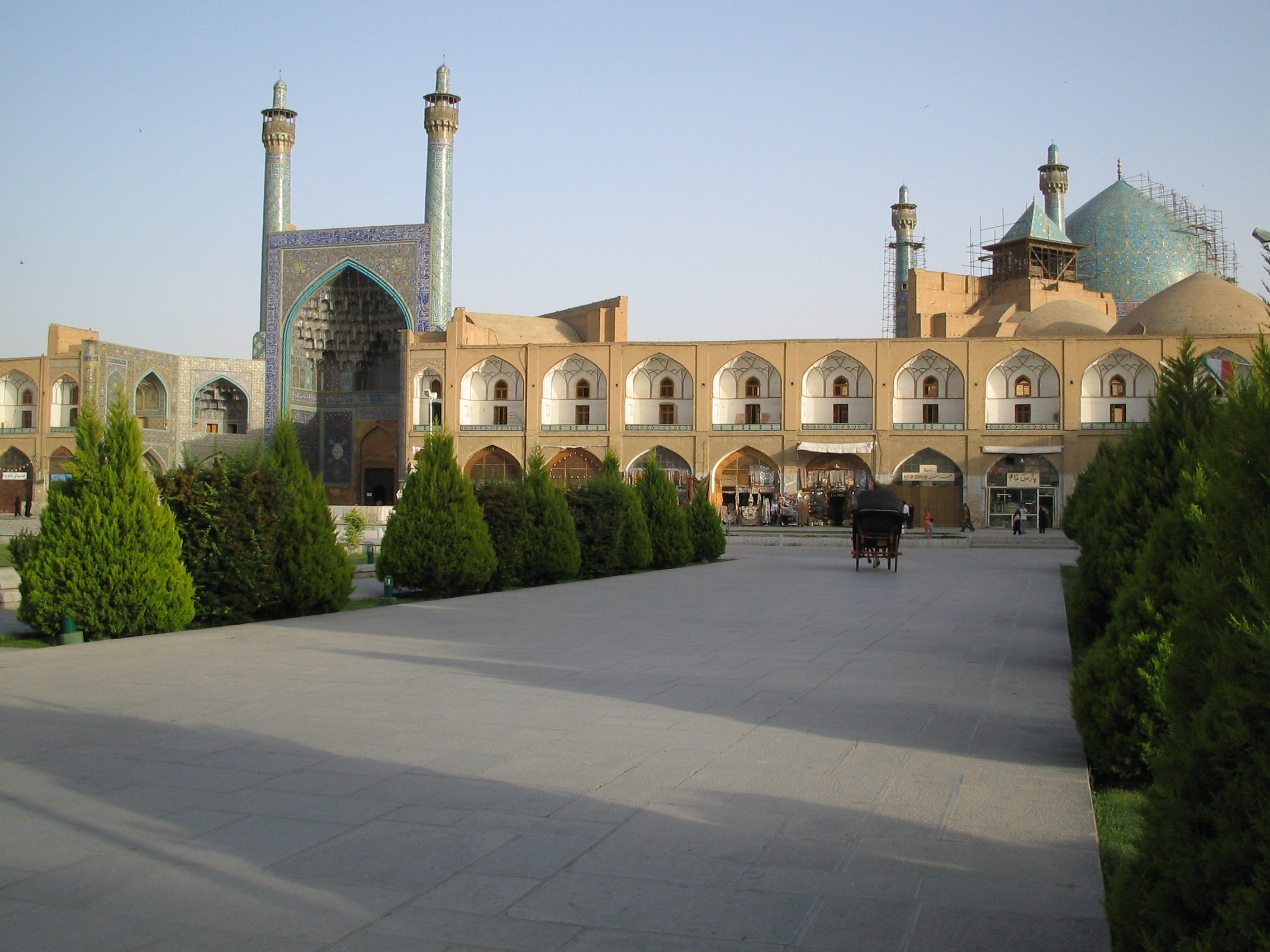
Az iszfaháni Sah- (ma Imám-) mecset építése I. Szafi idején fejeződött be

I. Szafi (1611 – Kásán, 1642. május 12.) I. (Nagy) Abbász unokája, Perzsia sahja (uralkodott 1629. január 21-étől haláláig), a Szafavida-dinasztia tagja volt. Uralkodása jórészt az Oszmán Birodalom elleni háborúskodással telt, melyek végeztével hosszas békés időszak kezdődött a nyugati határokon.

## Élete
Szafi Abú n-Nászir Szám néven született még nagyapja uralkodása alatt Muhammad Bákir Szafi trónörökös és egy grúz vagy cserkesz felesége, Díl Aram Hánum gyermekeként. Muhammadot 1614-ben apja megölette, kisebbik fiát, Szulajmánt pedig 1621-ben vakíttatta meg, hogy idősebbik unokája számára biztosítsa a trónt. Amikor a hódító Nagy Abbász meghalt, az oszmánok megindultak utódja ellen, ám az Abbásztól örökölt haderő megállta a helyét – igaz, ez nem elsősorban a visszavonult, alkoholista Szafi érdeme volt.
A törökök 1629 nyarán indultak meg, hogy az öt éve elvesztett iraki területeket visszafoglalják, de Bagdad megszerzésére indított támadásuk kudarccal végződött 1630-ban. 1632-ben a Van-tó mellett szenvedtek súlyos vereséget a perzsáktól, akik így megvetették lábukat Kelet-Anatóliában. A veszteségbe belenyugodni nem tudó törökök személyesen IV. Murád vezetésével foglalták el Jerevánt 1635-ben, majd 1638-ban sikerült Bagdadot is visszaszerezniük. A megkötött béke majdnem száz évig tartott, és a mai Irán nyugati határai nagyjából ekkor jöttek létre, amikor I. Szafi végleg lemondott Irakról. Cserében Azerbajdzsánt beolvaszthatta, a kaukázusi grúz és örmény államocskákat pedig saját befolyási övezetévé tehette.
Szafi idején folytatódott Abbász központosító politikája, amelyben a tartományi igazgatást igyekezett visszaszorítani, és minél több birtokot próbált a személyes kincstári földek közé sorolni. Nagy Abbász korának művészeti pezsgése is tovább folytatódott még: ekkorra fejeződött csak be a hatalmas Sah-mecset 1611 óta tartó építése, és a híres festő-kalligráfus, Rizá Abbászí 1635-ben bekövetkezett haláláig az udvar szolgálatában állt.

## Utódai
I. Szafi halálát a túlzott alkoholfogyasztás okozta. A sahnak több felesége is volt, köztük a mingréliai I. Manúcsihr főherceg vagy I. Theimuraz kartli-kahetii király lánya. Tőlük hat fia és legalább két lánya született. Elsőszülött fia, az 1632-ben született Abbász Mirza még apja halála előtt elhunyt, így az 1642-ben kilenc esztendős második fiú, Muhammad Mirza örökölte a trónt II. Abbász néven. Négy fivérét trónra lépésekor megvakították.

## Külső hivatkozások
- Christopher Buyers: The Royal Ark/Persia/Safawi Dynasty

## Lásd még
- Perzsa sahok családfája

| Előző uralkodó: I. Abbász | Perzsia (Irán) sahja 1629 – 1642 | Következő uralkodó: II. Abbász |